# Nottingham Forest Football Club 2011-2012
La pagina riassume i risultati sportivi del Nottingham Forest Football Club per la stagione 2011-2012 che la società disputa in Football League Championship per il quarto anno consecutivo terminando in diciannovesima posizione. La società ha visto alternarsi in panchina tre allenatori e durante la stagione, l'ex Forest Frank Clark ne ha assunto la presidenza.
In Fa Cup, la squadra è stata eliminata al replay del Terzo Turno ad opera del Leicester City vincente 4-0 (0-0 il primo match).
In League Cup, l'eliminazione è arrivata sempre al Terzo Turno per mano, questa volta, del Newcastle United vincente 3-4 dopo i tempi supplementari.
Tr ai giocatori si è distinto Garath McCleary autore di 4 reti nel 3-7 con cui il Forest ha battuto il Leeds United in campionato. McCleary è stato votato miglior giocatore del mese di marzo.

## Completi e Sponsor
Lo sponsor tecnico confermato per la stagione 2011-2012 è la Umbro, marchio inglese di abbigliamento sportivo. Il main sponsor è Victor Chandler.
| Casa | Trasferta | Terza | portiere | portiere alternativo |

## Rosa
| N. |                             | Ruolo | Calciatore         |
| -- | --------------------------- | ----- | ------------------ |
| 1  | Irlanda del Nord (bandiera) | P     | Lee Camp           |
| 2  | Inghilterra (bandiera)      | D     | Scott Wootton      |
| 3  | Irlanda (bandiera)          | D     | Greg Cunningham    |
| 4  | Inghilterra (bandiera)      | D     | Luke Chambers      |
| 5  | Inghilterra (bandiera)      | D     | Danny Higginbotham |
| 6  | Paesi Bassi (bandiera)      | C     | George Boateng     |
| 7  | Inghilterra (bandiera)      | C     | Paul Anderson      |
| 8  | Inghilterra (bandiera)      | A     | Matt Derbyshire    |
| 9  | Inghilterra (bandiera)      | A     | Ishmael Miller     |
| 10 | Inghilterra (bandiera)      | C     | Lewis McGugan      |
| 11 | Irlanda (bandiera)          | C     | Andy Reid          |
| 12 | Inghilterra (bandiera)      | C     | Garath McCleary    |
| 14 | Inghilterra (bandiera)      | C     | Jonathan Greening  |
| 15 | Inghilterra (bandiera)      | C     | Chris Cohen        |

| N. |                              | Ruolo | Calciatore        |
| -- | ---------------------------- | ----- | ----------------- |
| 16 | Galles (bandiera)            | D     | Chris Gunter      |
| 17 | Inghilterra (bandiera)       | A     | David McGoldrick  |
| 18 | Inghilterra (bandiera)       | A     | Marlon Harewood   |
| 19 | Francia (bandiera)           | C     | Guy Moussi        |
| 20 | Inghilterra (bandiera)       | A     | Marcus Tudgay     |
| 21 | Inghilterra (bandiera)       | P     | Paul Smith        |
| 22 | Algeria (bandiera)           | C     | Adlène Guedioura  |
| 23 | Antigua e Barbuda (bandiera) | A     | Dexter Blackstock |
| 24 | Stati Uniti (bandiera)       | A     | Robbie Findley    |
| 26 | Camerun (bandiera)           | D     | George Elokobi    |
| 27 | Irlanda (bandiera)           | D     | Brendan Moloney   |
| 28 | Polonia (bandiera)           | C     | Radosław Majewski |
| 33 | Inghilterra (bandiera)       | D     | Joel Lynch        |

## Calciomercato

### Arrivi
| #  | Pos | Nome              | Da            | Prezzo     | Data           |
| -- | --- | ----------------- | ------------- | ---------- | -------------- |
| 11 | C   | Andy Reid         | Blackpool     | gratuito   | 1º luglio 2011 |
| 14 | C   | Jonathan Greening | Fulham        | £616,000   | 18 luglio 2011 |
| 6  | C   | George Boateng    | Skoda Xanthī  | gratuito   | 20 luglio 2011 |
| 8  | A   | Matt Derbyshire   | Olympiacos    | gratuito   |                |
| 9  | A   | Ishmael Miller    | West Bromwich | £1,188,000 | 15 agosto 2011 |
| 18 | A   | Marlon Harewood   | Guangzhou R&F | gratuito   |                |

### Partenze
| #  | Pos | Nome            | A              | Prezzo                   | Data            |
| -- | --- | --------------- | -------------- | ------------------------ | --------------- |
|    | A   | Nialle Rodney   | Bradford City  | risoluzione contrattuale |                 |
|    | C   | Mark Byrne      | Barnet         | risoluzione contrattuale |                 |
|    | D   | Kelvin Wilson   | Celtic         | svincolato               | 1º luglio 2011  |
|    | A   | Nathan Tyson    | Derby County   | svincolato               | 1º luglio 2011  |
|    | C   | Paul McKenna    | Hull City      | risoluzione contrattuale |                 |
|    | A   | Dele Adebola    | Hull City      | svincolato               | 1º luglio 2011  |
|    | D   | Julian Bennett  | Sheffield Weds | svincolato               |                 |
|    | A   | Robert Earnshaw | Cardiff City   | svincolato               |                 |
| 18 | A   | Joe Garner      | Watford        | £200,000                 |                 |
| 30 | D   | Karlton Watson  | Lincoln City   | risoluzione contrattuale |                 |
| 31 | D   | Neill Byrne     | Rochdale       | risoluzione contrattuale |                 |
| 5  | D   | Wes Morgan      | Leicester City | £990,000                 |                 |
| 40 | A   | Patrick Bamford | Chelsea        | £1,584,000               | 31 gennaio 2012 |